# Rosa Chacel
Rosa Clotilde Cecilia María del Carmen Chacel y Arimón dite Rosa Chacel, née le 3 juin 1898 à Valladolid, Espagne et morte le 27 juillet 1994 à Madrid, est une écrivaine espagnole. Autrice de romans, d'essais, de poèmes, épouse du peintre Timoteo Pérez Rubio, elle appartient à la génération de 27 et au mouvement artistique des Las Sinsombrero. Elle est liée au Cercle saphique de Madrid. Elle doit s'exiler à la suite de la défaite des Républicains dans la guerre civile. Elle revient temporairement en Espagne en 1961, et définitivement dans la décennie suivante. En 1987, elle est honorée du prix national des lettres espagnoles.
Elle entretient une longue correspondance et une relation amoureuse lesbienne avec Ana María Moix.

## Biographie
Rosa Chacel y Arimón, est née à Valladolid le 3 juin 1898. Issue d'une famille libérale, petite-nièce du poète romantique José Zorrilla, elle grandit dans un environnement qui lui permet de développer une personnalité d'une grande indépendance avec une large culture littéraire. En raison de sa mauvaise santé sa mère, Rosa Cruz Arimón, institutrice, fait l'école à la maison,,.
En 1908, alors qu'elle a 10 ans, sa famille déménage à Madrid à côté de la maison de sa grand-mère maternelle, dans le quartier de Salamanca Maravillas. En 1915, elle est inscrite à l’Académie royale des Beaux-Arts de San Fernando, afin d'étudier la sculpture, filière qu'elle abandonne en 1918. C'est dans cette période qu'elle rencontre son futur mari, le peintre Timoteo Pérez Rubio, et l'une des grandes figures intellectuelles de l'époque, Ramón María del Valle-Inclán.
Elle fréquente la bohème littéraire madrilène et l'Athénée de Madrid (où elle donne sa première conférence : La femme et ses possibilités),. Ses relations lui permettent d'entrer en contact avec différents courants littéraires et philosophiques de son temps. À partir de 1918, elle commence à collaborer avec le magazine d'avant-garde Ultra et à se lier d'amitié avec José Ortega y Gasset, Miguel de Unamuno, Ramón Gómez de la Serna, ou Juan Ramón Jiménez, entre autres.
En 1922, elle se marie avec le peintre Timoteo Pérez Rubio. Son témoin de mariage est l'intellectuelle Concha de Albornoz. Le couple a un fils unique, Carlos, et s'installe à Rome jusqu'en 1927,. Rosa y signe le Manifeste des intellectuels antifascistes. Revenue en Espagne, elle participe à nouveau à la vie littéraire et fait partie de la génération de 27, publiant des articles dans la revue Revista de Occidente (notamment Chinina Migone en 1928, Juego de las dos esquinas en 1929, et Esquema de los problemas culturales y prácticos del amor en 1931), ou La Gaceta Literaria, Ultra . En 1930, elle publie son premier roman, Estación. Ida y vuelta, (Gare, aller et retour),.
À partir de 1931, l'Espagne traverse une période de grands bouleversements politiques, avec la naissance de la Seconde République. En 1933, Rosa Chacel passe six mois, seule, à Berlin, essayant de sortir de la crise de créativité causée par la mort de sa mère. Son mari est chargé par le gouvernement républicain d'assurer la protection des œuvres d'art du Musée du Prado. Sur les recommandations de la Société des Nations, et pour éviter l'impact de possibles bombardements, il assure le transfert des collections à Barcelone, à Valence, puis à Genève (elles furent rapatriées à Madrid dès le déclenchement de la Seconde Guerre mondiale). Rosa Chacel, un moment infirmière, et son fils quittent également Madrid pour Barcelone, Valence, et, en 1937, Paris. Elle s'installe quelques mois en Grèce, hébergée par Níkos Kazantzákis. Puis la famille s'exile à Buenos Aires et enfin au Brésil.
Elle écrit peu pendant cet exil mais publie toutefois  La sinrazón (la « sinrazón », la déraison) que certains considèrent comme sa meilleure œuvre littéraire. Elle participe à des revues (dont la revue Sur) et effectue des traductions d'auteurs français et anglais : Racine, Mallarmé, John Boynton Priestley, Albert Camus... La situation économique de sa famille est difficile. En 1959, elle obtient une bourse de la Fondation Guggenheim, qui l'amène à rester deux ans à New York. Elle s'y lie d'amitié avec Victoria Kent, et découvre le Nouveau roman. À la fin de ce séjour, en 1961, elle revient temporairement en Espagne, jusqu'en mai 1963, puis se réinstalle au Brésil,,,.
Elle retourne vivre en Espagne en 1973, une bourse de la Fondation Juan Mars lui permettant de s'atteler à achever une de ses œuvres : Barrio de Maravillas. Mais ce n'est qu'en 1977, lorsque son mari meurt, qu'elle cesse d'alterner ses séjours entre Rio de Janeiro et Madrid pour s'installer définitivement en Espagne.
Avec l'avènement de changements de la démocratie, ce pays redécouvre son œuvre. Cette reconnaissance coïncide avec une période de grande production par l'auteur. Elle publie notamment La Confesión en 1970, Saturnal l'année suivante, et en 1976, Barrio de Maravillas, qui constitue une consécration.
Le début des années 1980 est plus difficile. Elle écrit les scripts d'une série basée sur son roman Teresa pour la Radio Televisión Española. En 1981 est publié Los títulos, puis Novelas antes de tiempo. En 1984 Acrópolis et Ciencias Naturales, concluant un cycle romanesque ouvert par Barrio de Maravillas. En 1986, est édité Rebañaduras et en 1989 un livre de contes pour les enfants, Balaam. En 1987, elle reçoit le Prix national des Lettres espagnoles.
Elle meurt à Madrid le 27 juillet 1994. Elle est devenue pour ses compatriotes l'une des plus grandes femmes de lettres espagnoles du XXe siècle. Elle a laissé dans le deuil un fils, Carlos Pérez Chacel.

## Postérité

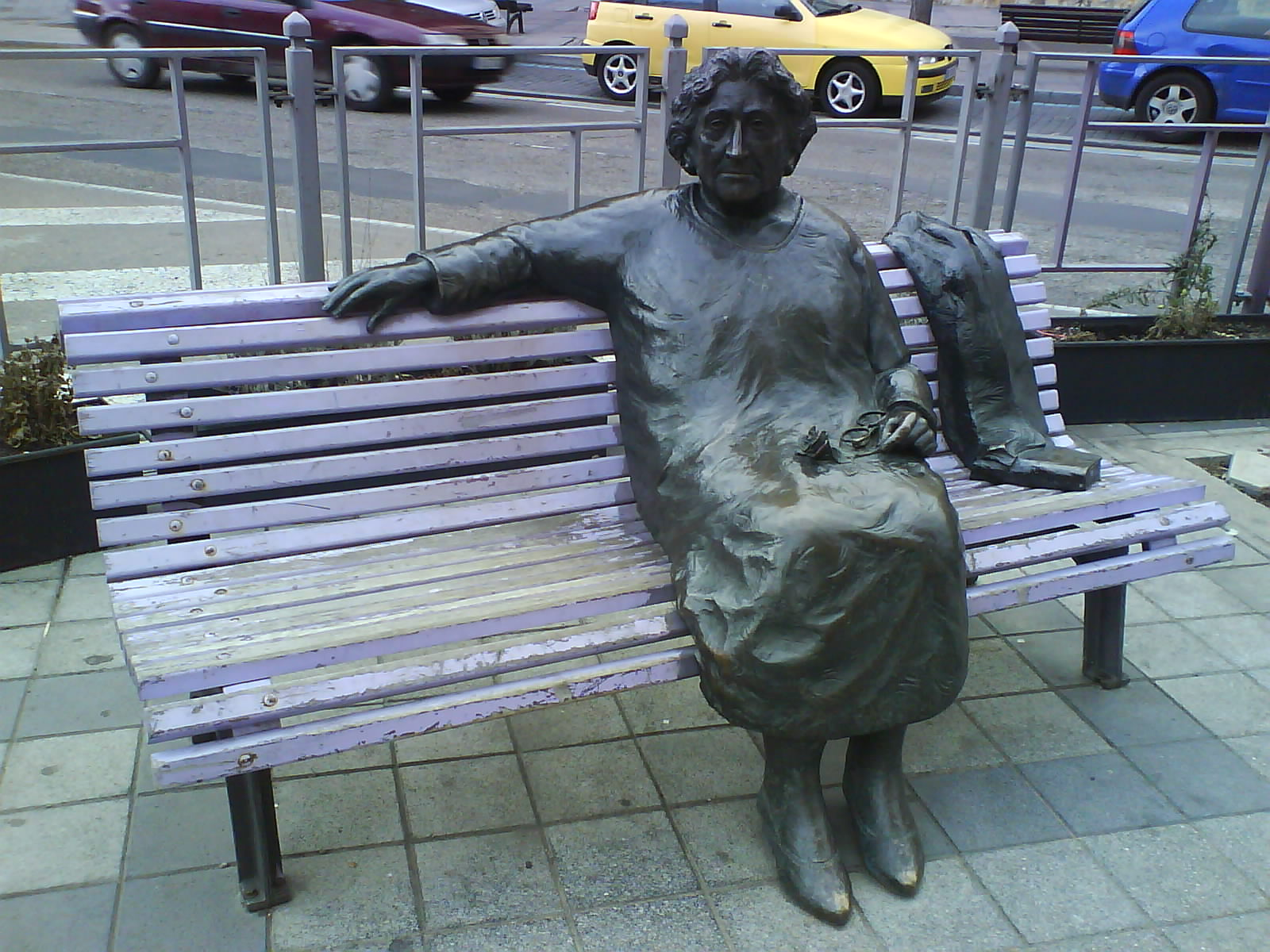
Hommage à Rosa Chacel, à Valladolid.

- Une statue est érigée à Valladolid[10].

## Principales publications
(septembre 2024).

### Romans
- Estación ida y vuelta, 1930, Madrid, Ulises. 1974: Madrid, CVS. 1986: Barcelone, Bruguera. 1989: Madrid, Cátedra (Lletras hispánicas; 307), édition de Shirley Mangini, réédition en 1996. 1993: Barcelone, RBA. Coleccionables. 1999: Barcelone, Espasa-Calpe.
- Teresa, 1941, Buenos Aires, Nuevo Romace. 2e edition : 1962, Madrid, Aguilar. 1981 et 1983: Barcelone, Bruguera. 1991: Barcelone, Mondadori. 1993: Barcelone, Círculo de Lectores (Mujeres de novela), préface de Ana Rodríguez Fisher. 2007, Madrid, Consejería de Educación y Visor (Letras madrileñas contemporáneas; 25), préface de Ana Rodríguez Fisher.
- Memorias de Leticia Valle, 1945, Buenos Aires, Emecé. 1971: Barcelone, Lumen. 1980, 1981 et 1985: Barcelone, Bruguera. 1985: Barcelone, Seix Barral. 1988: Barcelone, Círculo de Lectores, introduction de Luis Antonio de Villena  et biographie d'Alberto Cousté. 1989: Madrid, Club Internacional del Libro. 1993, Barcelone, Lumen et Barcelone, Plaza&Janés (Ave Fénix; 172/2). 1994: Barcelone, Salvat. 1996, Barcelone, Editorial Planeta, 7e édition en 1999. 2000: Barcelone, Lumen. 2005: Barcelone, Círculo de Lectores. 2006: édition non marchande, Valladolid, Consejería de Cultura y Turismo (Premio Castilla y León de las Letras 1990). 2009: préface de Elena Santiago, Palencia, Cálamo (Biblioteca clásicos de Castilla y León; 18). 2009, Madrid, Herce. 2010: edition de Carmen Morán; Madrid, Iberoamericana Editorial, Cátedra Miguel Delibes; et Madrid, Diario público (Voces críticas). Film en 1980 de Miguel Ángel Rivas.
- La Sinrazón, 1960, Buenos Aires, Losada. 2e edition : 1961, Andorre, Andorra La vella. 1970: Barcelone, Andorra (Biblioteca Valira), préface de Julián Marías. 1977: Madrid, Albia. 1981: Barcelone, Bruguera. 1986: Barcelone, Bruguera. 1989, Valladolid, Diputación y Centro de Creación y Estudios Jorge Guillén (Œuvres complètes; 1), estudio preliminar de Ana Rodríguez Fischer. 1992: Madrid, Grupo Unido de Proyectos y Operaciones. 1994: Barcelone, Plaza&Janés (Ave Fénix; 172/4).
- Barrio de Maravillas, 1976, Barcelone, Seix Barral. 2e édition : 1978. 3e édition : 1978. 4e édition : 1981. 1980 et 1985: Barcelone, Bruguera. 1986: Barcelone, Seix Barral. 1991: Barcelone, Seix Barral. 1993: Madrid, Castalia, édition, introduction et notes de Anna Rodríguez Fischer, et Barcelone, Plaza&Janés (Ave Fénix; 172/1). 1993: Barcelone, Círculo de lectores, con prólogo de Luis Antonio de Villena. 1994: Barcelone, Salvat. 1996: Barcelone, Círculo de Lectores. 1998: Barcelone, Planeta (IV vol. des Œuvres complètes). 2001: Barcelone, Bibliotex y Barcelona, Planeta.
- Novelas antes de tiempo, 1981, Barcelone, Bruguera. 1985: Barcelone, Bruguera.
- Acrópolis, 1984, Barcelone Seix Barral. 1994: Barcelone, Plaza&Janés (El Ave Fénix; 172/3), dans lequel elle évoque le Cercle saphique de Madrid[11].
- Ciencias naturales, 1988, Barcelone, Seix Barral. 1994: Barcelone, Plaza&Janés (El Ave Fénix; 172/7)

### Romans traduits en français
Très peu d’œuvres de Rosa Chacel ont été traduites en français.
- Mémoires de Leticia Valle, Editions Ramsay, 1991, trad. de l'espagnol par Denise Larouti.

### Récits
- Sobre el piélago, 1952, Buenos Aires, Imán. 1992: Madrid, Ediciones Torremozas, introduction de Ana Rodríguez Fischer.
- Ofrenda a una virgen loca, 1961, Mexique, Université de Veracruz.
- Icada, Nevda, Diada, 1971, Barcelone, Seix Barral. Comprend les récits des deux ouvrages précédents. 1982: Barcelone, Seix Barral.
- Balaam y otros cuentos, 1989, Histoires pour enfants, Barcelone, Mondadori. 1993: Valladolid, Diputación de Valladolid, avec des illustrations de José P. Celinos.
- Narrativa Breve, 2003, edition de Carlos Pérez Chacel et Antonio Piedra, Valladolid, Fundación Jorge Guillén (Œuvres complètes ; 7).

### Poésies
- A la orilla de un pozo, 1936, Madrid, Héroe. Préface de Juan Ramón Jiménez. 1985: Valencia, Editorial Pre-textos.
- Versos prohibidos, 1978, Madrid, Caballo Griego para la Poesía.
- Poesía (1931-1991), 1992, Barcelone, Tusquets.
- Jeanne Marie, Los caminos del alma / Les Chemins de l’âme - memoria viva de los poetas del 27’ mémoire vive des poètes de la Génération de 1927, éditions Paradigme Orléans

### Biographies
- Desde el amanecer, 1972, Madrid, Revista de Occidente. Autobiographie. 1981: Barcelone, Bruguera. 1985, Barcelone, Seix Barral. 1991 y 1993, Madrid, Editorial Debate. 1997: Barcelone, Círculo de Lectores, préface de Ana Rodríguez Fischer.
- Timoteo Pérez Rubio y sus retratos del jardín1980, Madrid, Cátedra.
- Autobiografías, 2004, Valladolid, Fondation Jorge Guillén. Œuvres complètes, vol. 8

### Chroniques
- Alcancía I. Ida, 1982, Barcelone, Seix Barral. 1994: Barcelone, Plaza&Janés (El Ave Fénix; 172/5).
- Alcancía II. Vuelta, 1982, Barcelone, Seix Barral. 1994: Barcelone, Plaza&Janés (El Ave Fénix; 172/5).
- Alcancía, estación Termini, 1998, Valladolid, Junta de Castilla y León. Consejería de Educación y Cultura (Barrio de Maravillas), œuvres posthumes, edition de Carlos Pérez Chacel et Antonio Piedra.
- Diarios, 2004, Valladolid, Fondation Jorge Guillén. Œuvres complètes, vol. 9

### Essais
- Poesía de la circunstancia. Cómo y porqué de la novela, 1958, Bahía Blanca, Universidad Nacional del Sur (El viento).
- La confesión, 1971, Barcelone, Edhasa. 1980: Barcelone, Edhasa.
- Saturnal, 1972 Barcelone, Seix Barral. 1991: Barcelone, Seix Barral.
- Los títulos, 1981, Barcelone, Edhasa.
- Rebañaduras, 1986, sélection d'articles, sélectionnés par Moisés Mori, Valladolid, Junta de Castilla y León. Consejería de Educación y Cultura (Barrio de Maravillas; 11).
- La lectura es secreto, 1989, Gijón, Ediciones Júcar.

### Traductions
- Albert Camus : La peste. Editions : 1951, 1957, 1968, 1970, 1979, 1983, 1988, 1990, 1994, 1995, 2005, 2006.
- Jean Cocteau : Antígona; Reinaldo y Armida (Antigone et Renaud et Armide), traduction de Miguel Alfredo Olivera pour la première œuvre, de Miguel Alfredo Olivera et Rosa Chacel pour la seconde œuvre; préface de Rosa Chacel, Buenos Aires, Emecé (Teatro del mundo), 1952.
- Christopher Fry :
  - La dama no es para la hoguera, traduction de Rosa Chacel, Buenos Aires, Editorial Sudamericana, 1955.
  - Venus observada, traduction de Rosa Chacel, Buenos Aires, Editorial Sudamericana, 1955.
- Stéphane Mallarmé : Hérodiade, 1957.
- Níkos Kazantzákis, Libertad o muerte, version castillane de Rosa Chacel, Buenos Aires, Carlos Lohlé, 1957.
- Renato Poggioli, Teoría del arte de vanguardia, traduction de Rosa Chacel, Madrid, Revista de Occidente, 1964.
- John Boynton Priestley, Edén término; El retamal; Cornelius, traducción de Rosa Chacel y Vera Macarow, Buenos Aires, Editorial Sudamericana, 1957.
- Jean Racine, Seis tragedias, traduction de Rosa Chacel, édition bilingue, Madrid, Alfaguara (Clásicos Alfaguara; 32), 1983. Contient: Andrómaca (Andromaque); Británico (Britannicus); Berenice (Bérénice); Bayaceto (Bajazet; Fedra (Phèdre); Atalía (Athalie).